# Суворово (Приморский край)
Суво́рово — село в Кавалеровском районе Приморского края России.

## География
Село расположено на правом берегу реки Зеркальная, на ответвлении от автодороги, соединяющей Устиновку и Богополь (дорога отходит от трассы Р447 Находка—Кавалерово, идёт по левому берегу реки). До Устиновки около 12 км, до села Богополь около 18 км.

## История
Село основано в 1908 году. Название получило в честь князя Александра Васильевича Суворова или владивостокского промышленника Михаила Ивановича Суворова.

## Население
| 2002 | 2008 | 2010 |
| ---- | ---- | ---- |
| 251  | ↘239 | ↘173 |

## Улицы
В селе имеются две улицы: ул. Вобликова и ул. Центральная.

## Экономика
Основа экономики — сельское хозяйство мясо-молочного направления, сбор даров тайги.

## Транспорт
Село связано автобусным сообщением с районным центром Кавалерово.